# サスーンシティ
サスーンシティ（Suisun City）は、アメリカ合衆国カリフォルニア州のソラノ郡にある都市。人口は2万9518人（2020年）。サンフランシスコ・ベイエリア北部に位置している。

## 概要
郡庁所在地フェアフィールドの南に隣接しており、市街地はほぼ一体化している。サスーン湾から約10キロメートル北に離れているが水路で直結しており「港町」として発展した歴史がある。名称は先住民の「サスーン族」から来ている。アフリカ系、フィリピン系の住民が比較的多い。

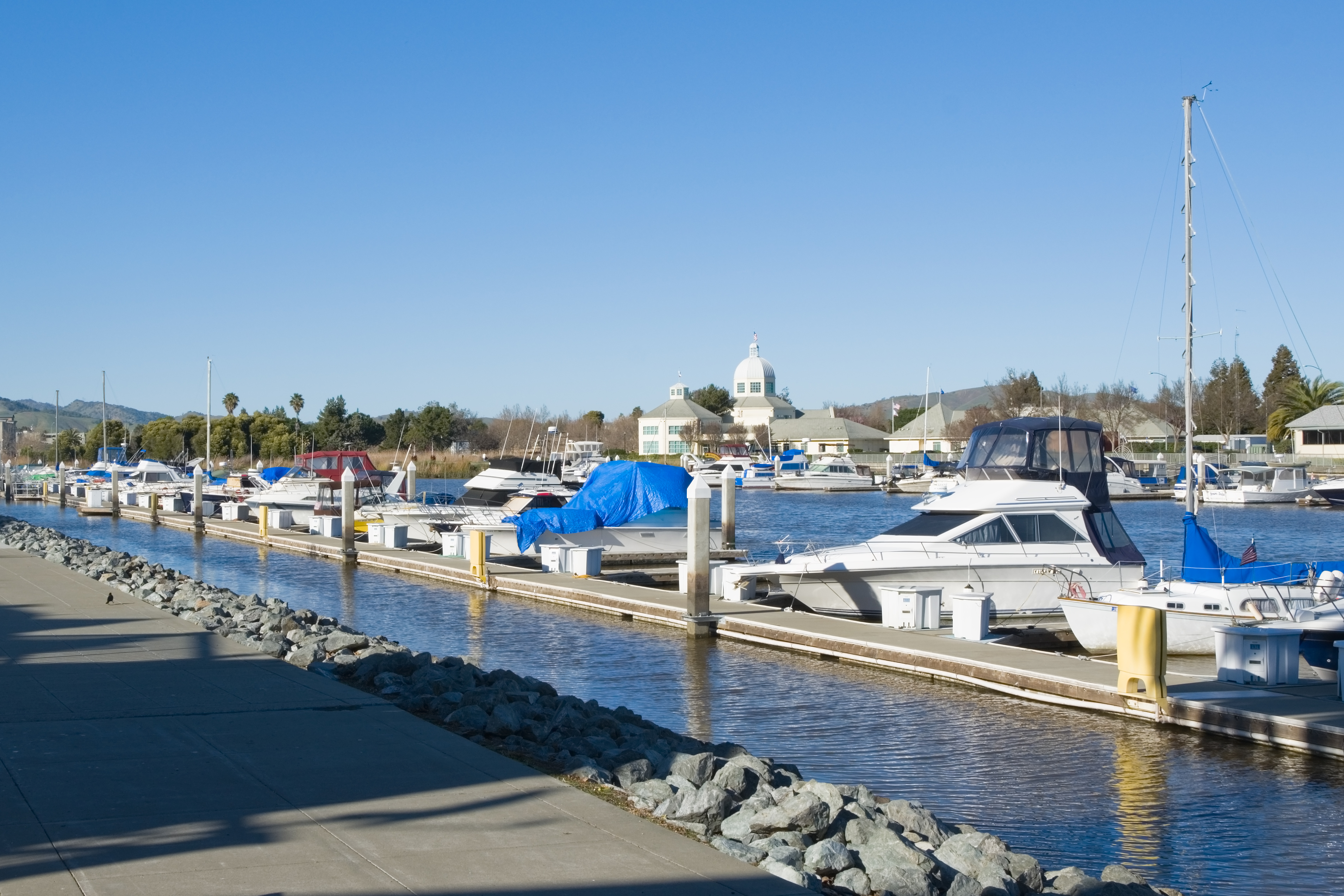
サスーンシティ・マリーナ